# Amblyomma cajennense
Amblyomma cajennense är en fästingart som beskrevs av Fabricius 1787. Amblyomma cajennense ingår i släktet Amblyomma och familjen hårda fästingar. Inga underarter finns listade i Catalogue of Life.

## Bildgalleri

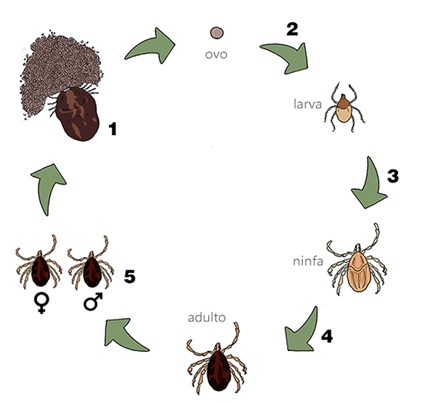